# Il ragazzo pon pon
Il ragazzo pon pon (Anything for Love) è un film del 1993 diretto da Michael Keusch e interpretato da Nicole Eggert e Corey Haim.

## Trama
Chris è un ragazzo come tanti altri, con una grande passione per la musica ed un futuro assicurato come rockstar. 
Tutto andrebbe per il meglio se non fosse costantemente preso di mira dal bullo della scuola, Kurt Stark, e la sua banda. Un giorno, mentre Kurt lo sta inseguendo, Chris si nasconde nel camerino di un negozio, prende degli abiti femminili e si traveste da donna sperando di riuscire a sfuggirgli. Il travestimento riesce alla perfezione e Chris si salva. Il problema, però, è che è il suo primo giorno di scuola e ci va vestito da donna, quindi deve adattarsi alla parte che ha scelto per salvarsi la vita: Chrissy Calder.
In tutto questo, arriva qualcosa di positivo: conosce la sorella di Kurt, Marie, il capo delle cheerleader, le ragazze pon pon. E quindi decide di iscriversi nelle cheerleader per stare vicino alla ragazza e diventare così il suo migliore amico (o amica), anche perché è follemente innamorato di Marie e pensa che, standole molto vicino, avrà una possibilità per conoscerla meglio. Tutto questo però sembra svanire quando l'insegnante di educazione fisica scopre che a Chrissy piace molto andare nelle docce dello spogliatoio femminile.
Quando l'insegnante scopre il travestimento, Chris non può fare altro che confessare. E le rivela tutto, le rivela anche la prima volta che aveva provato a 11 anni, di nascosto, un vestito della sorella e che al metterlo aveva sentito una sensazione mai avuta prima d'ora. Chris non è omosessuale, semplicemente si traveste perché gli piace. L'insegnante non dice niente. Non caccerà Chris dalle cheerleader e non dirà niente ai suoi genitori. Dovrà essere lui a capire quando sarà il momento di gettare la maschera e di far vedere a tutti che la sua vera natura è al maschile e non al femminile.